# 9623 Karlsson
9623 Karlsson è un asteroide della fascia principale. Scoperto nel 1993, presenta un'orbita caratterizzata da un semiasse maggiore pari a 2,4513297 UA e da un'eccentricità di 0,1631515, inclinata di 3,43357° rispetto all'eclittica.